# Дзинтари (остановочный пункт)
Дзи́нтари (латыш. Dzintari) — остановочный пункт в Юрмале на электрифицированной железнодорожной линии Торнякалнс — Тукумс II, ранее являвшейся частью Риго-Орловской железной дороги.

## История
Станция была открыта в 1877 году и носила название Эдинбург по курортному посёлку, на территории которого она находилась. В свою очередь английское название Эдинбург дано в честь герцога Эдинбургского, в 1874 г. женившегося на дочери императора России Александра II Марии. В 1907 году, после появления остановочного пункта Эдинбург-I (Авоты), была переименована в Эдинбург-II. Нынешнее название носит с 1919 года.
В 1964 году, после смещения остановочного пункта Дзинтари в сторону платформы Авоты, появилась объединённая остановка. В 1980 году было построено новое здание с просторным залом ожидания и билетной кассой.
В конце 2015 — начале 2016 гг. проведена реконструкция остановочного пункта: перроны заменены на средние, высотой 550 мм над головкой рельса, демонтирован островной перрон, установлены информационные табло и камеры видеонаблюдения.

## Галерея

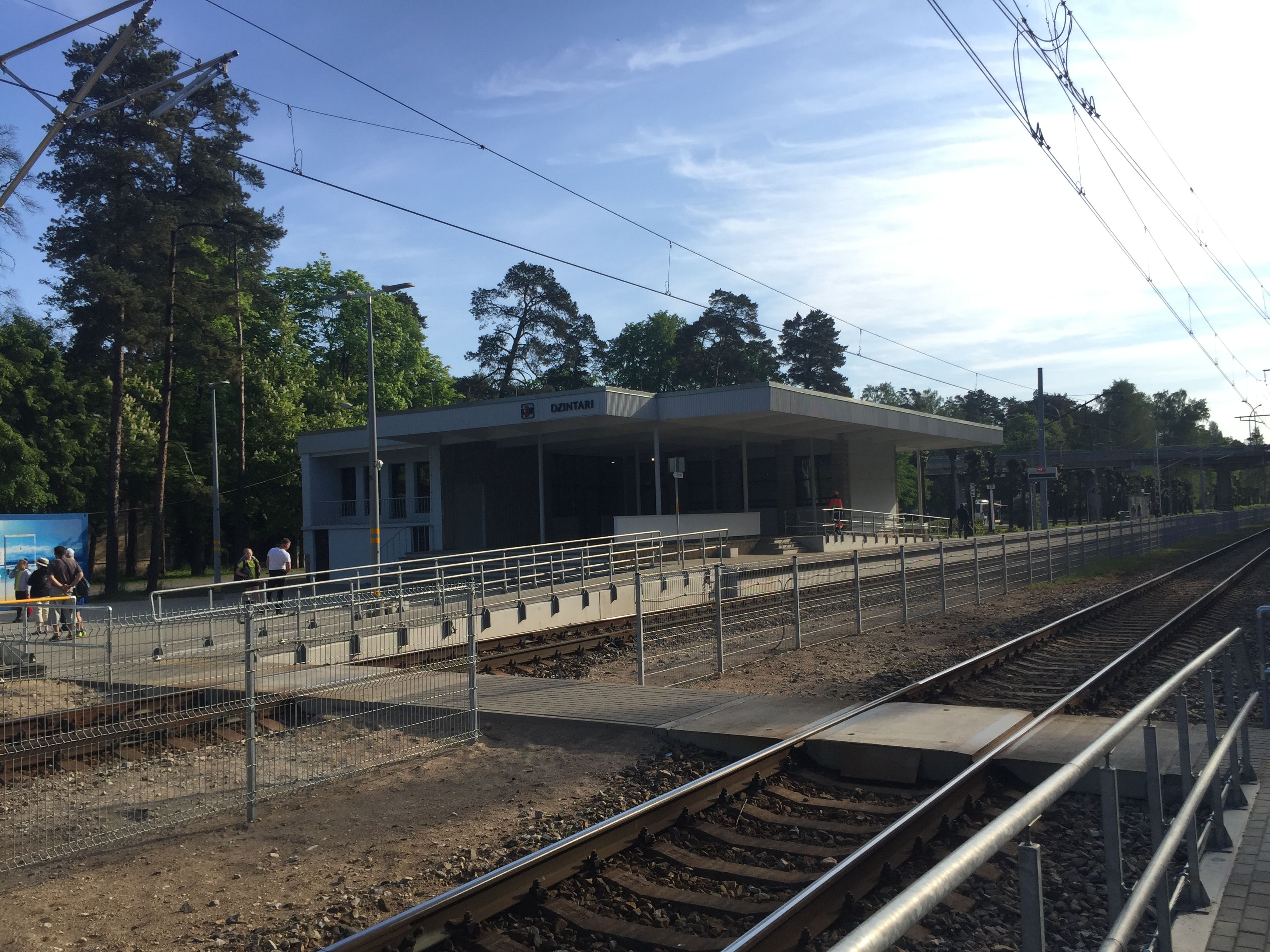
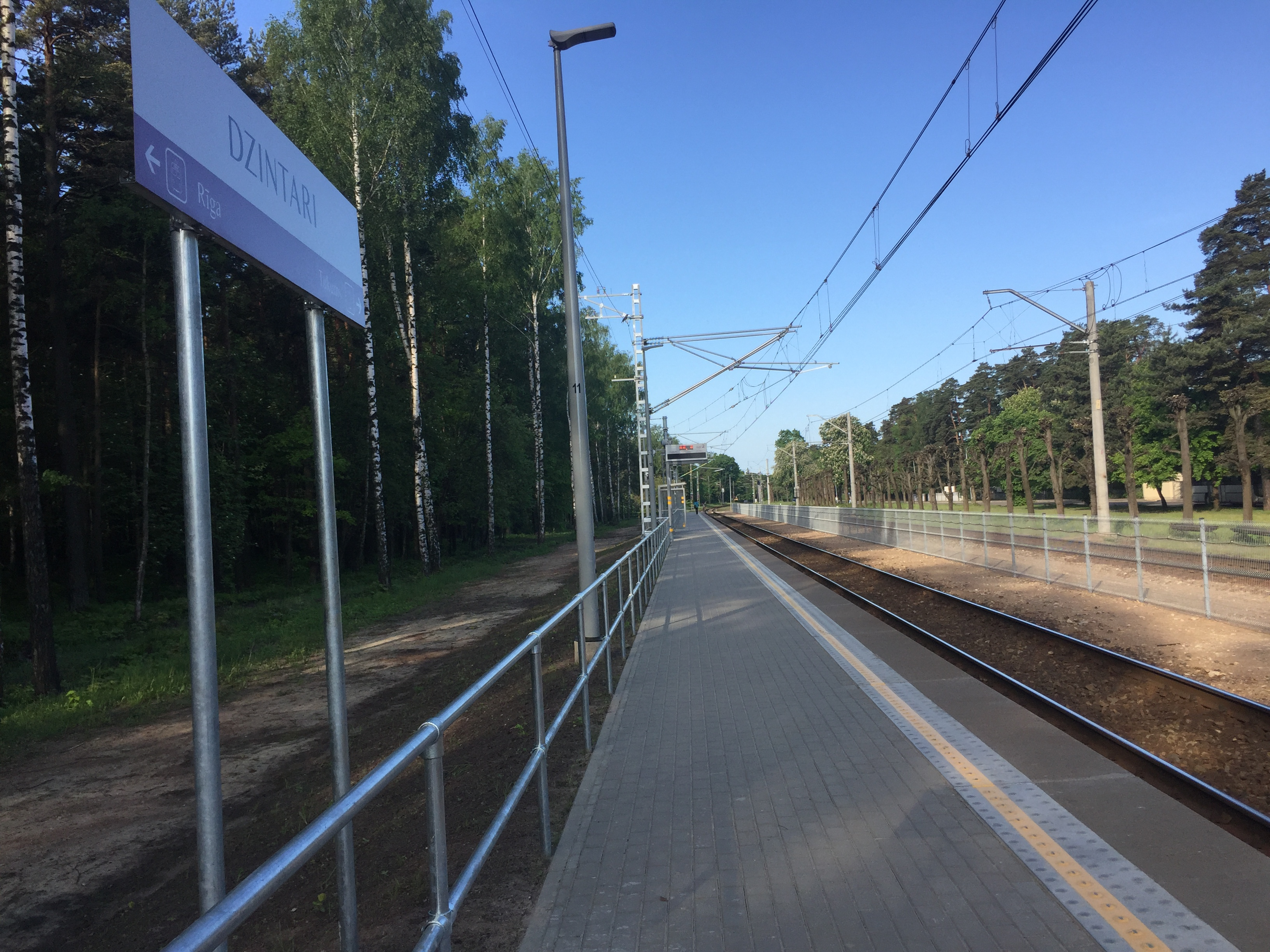
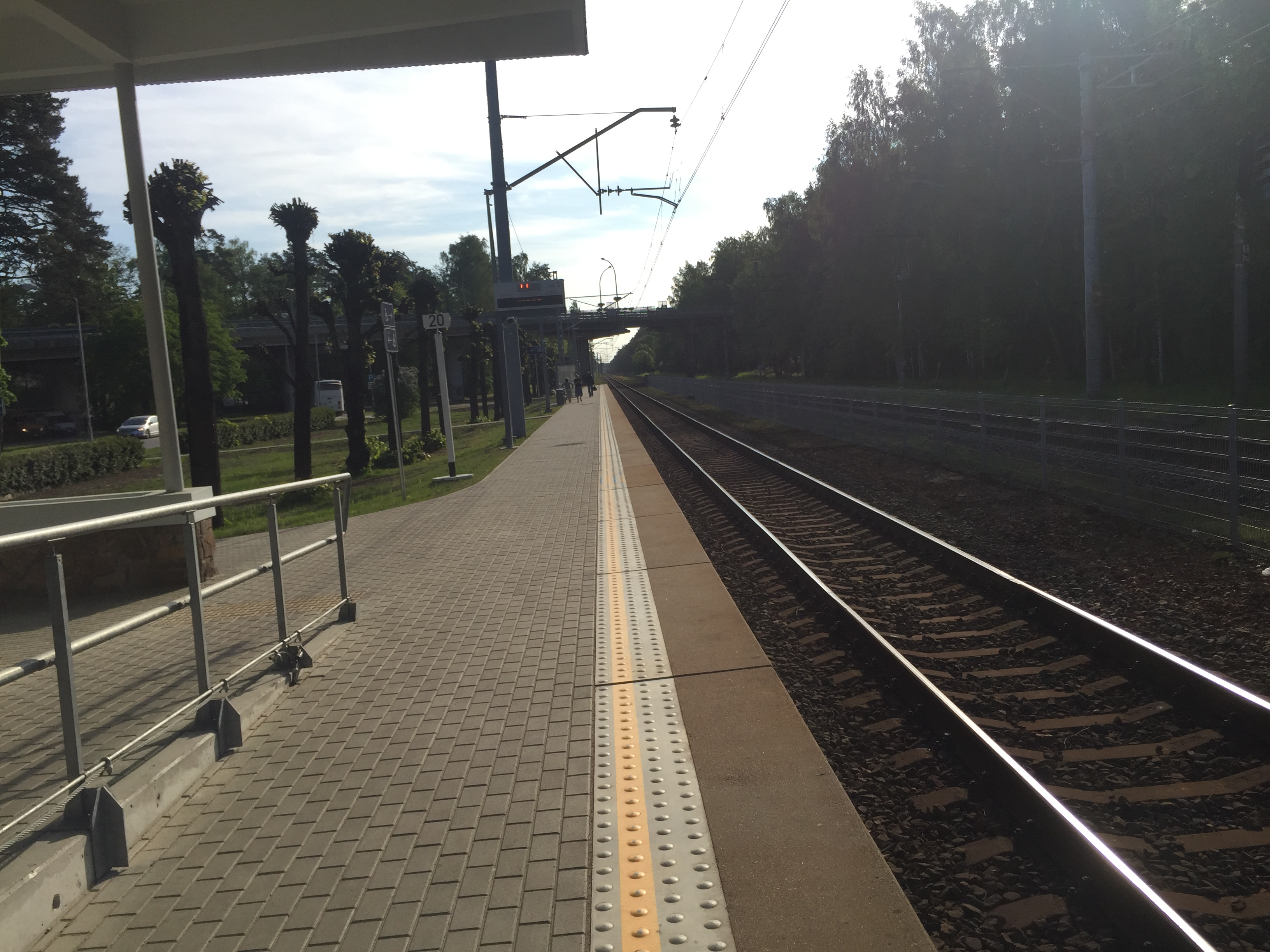
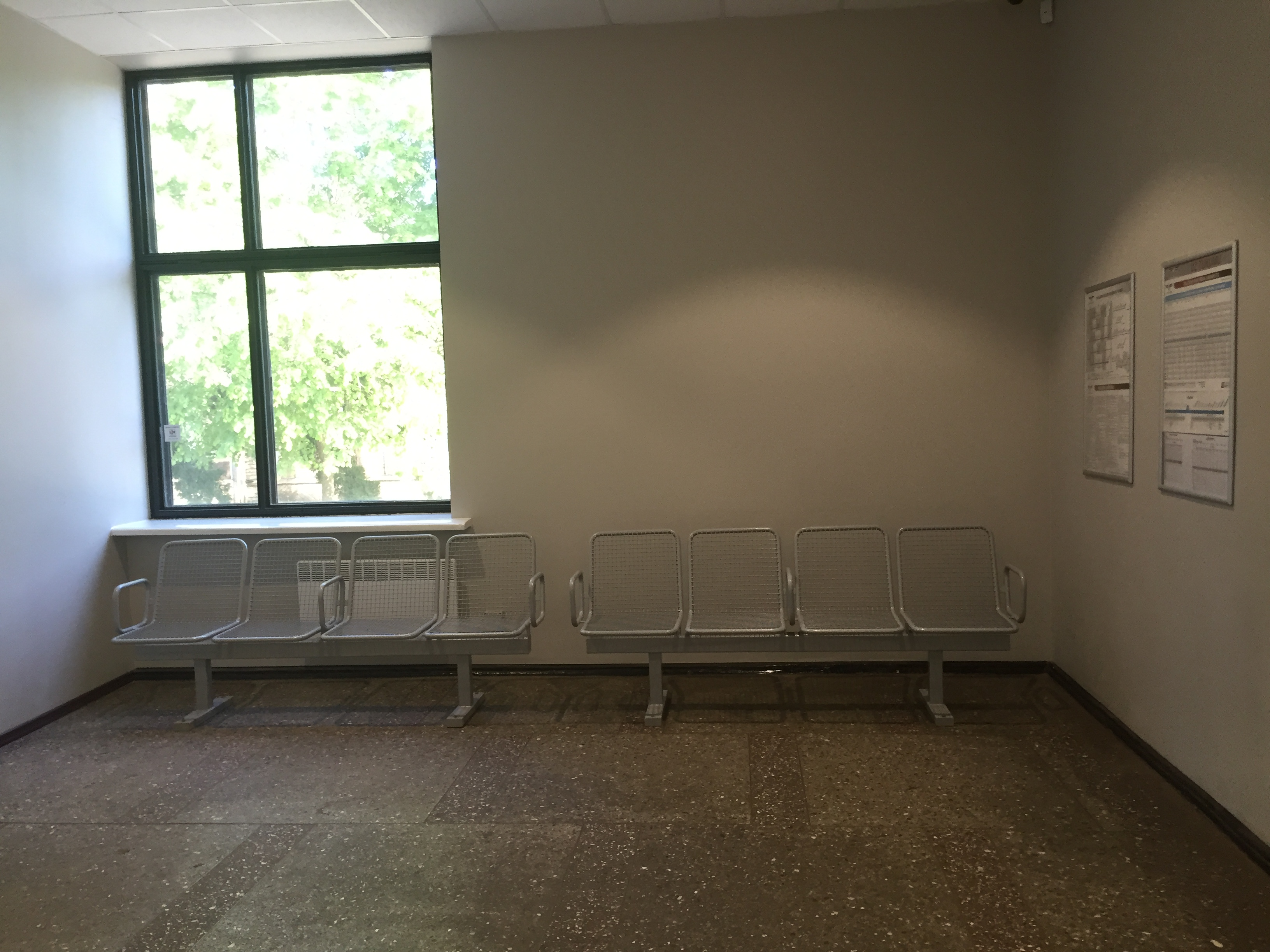
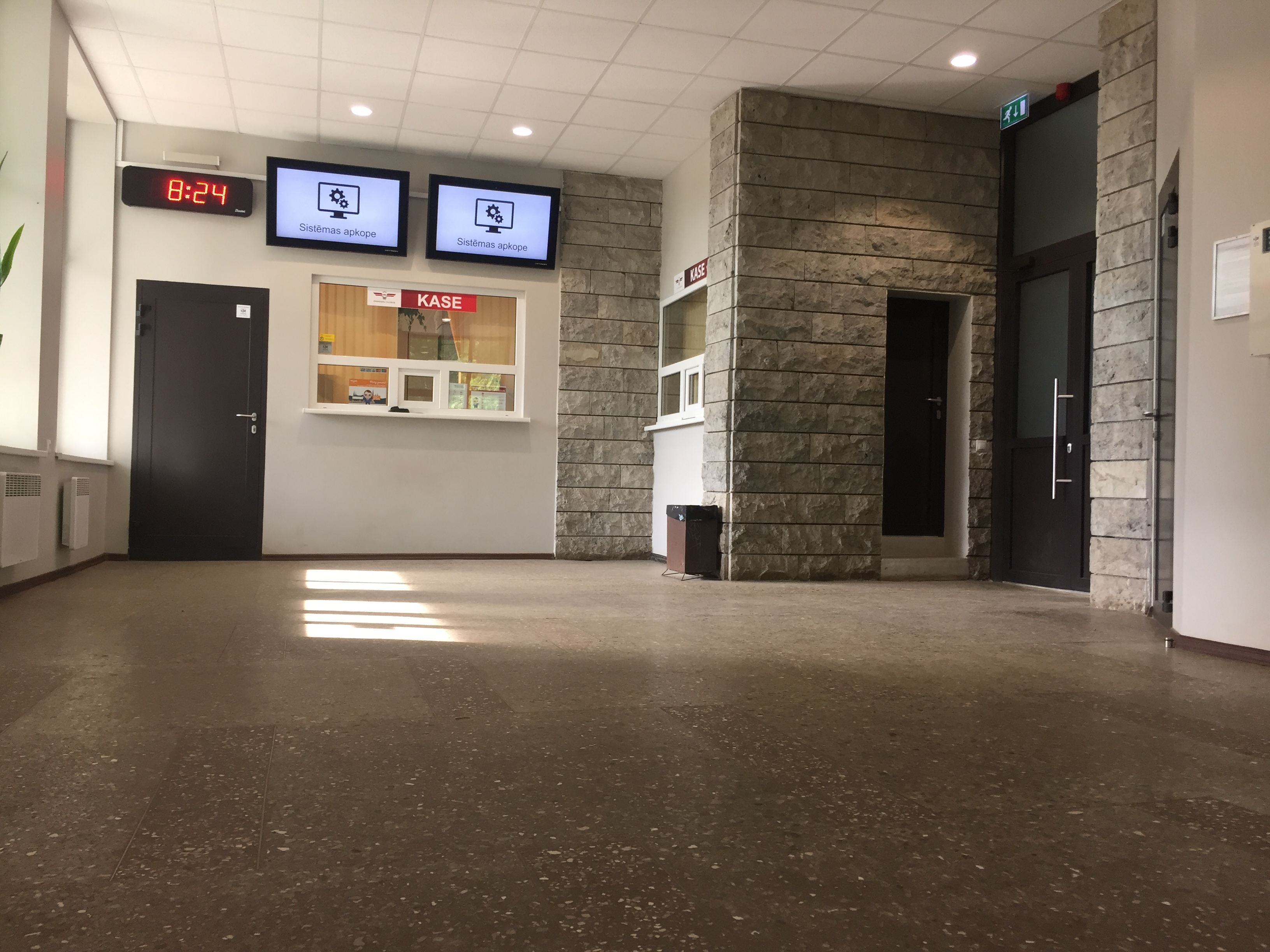
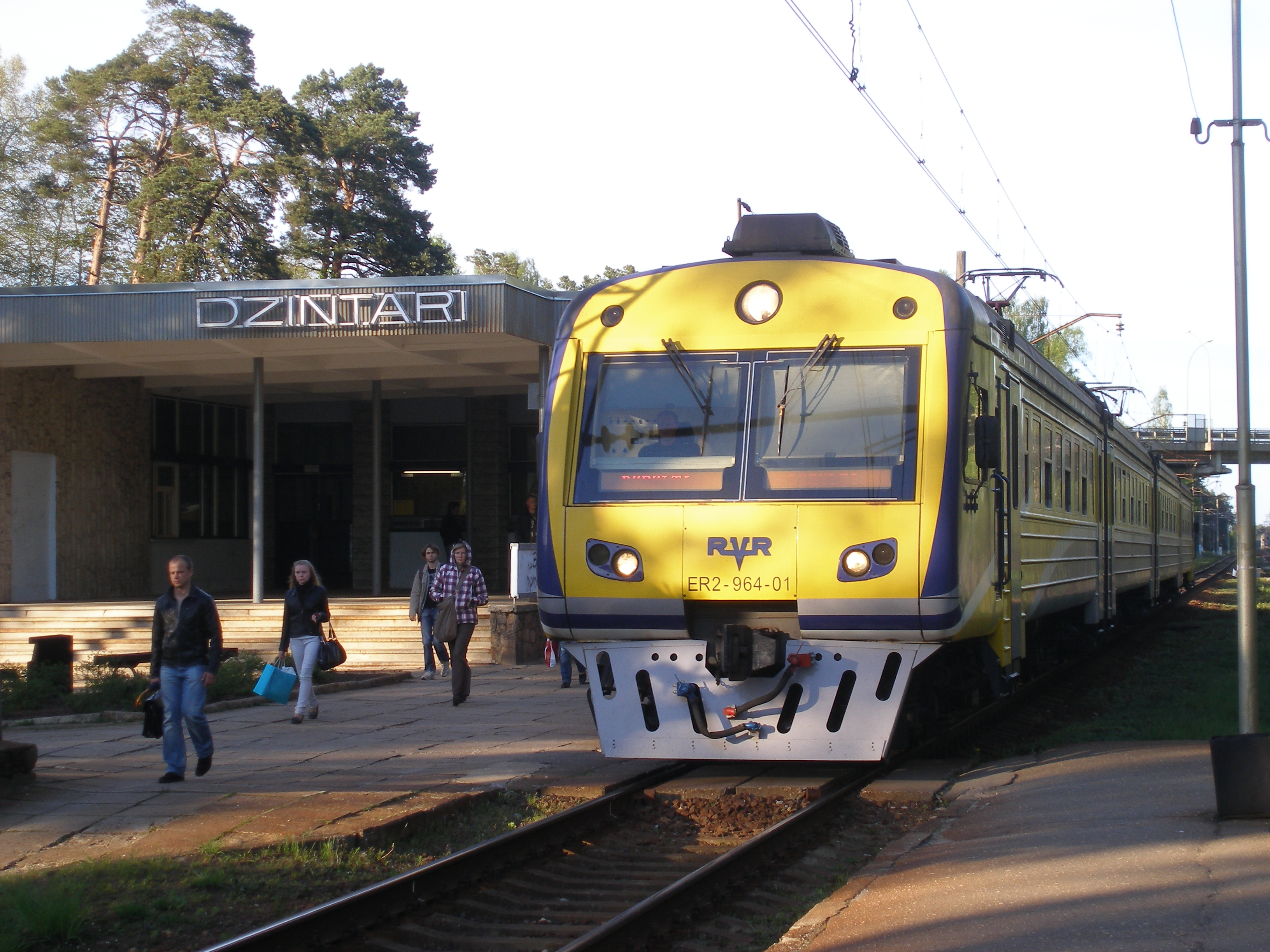
Электропоезд ЭР2-964 отправляется от платформы Дзинтари (сентябрь 2009 года).
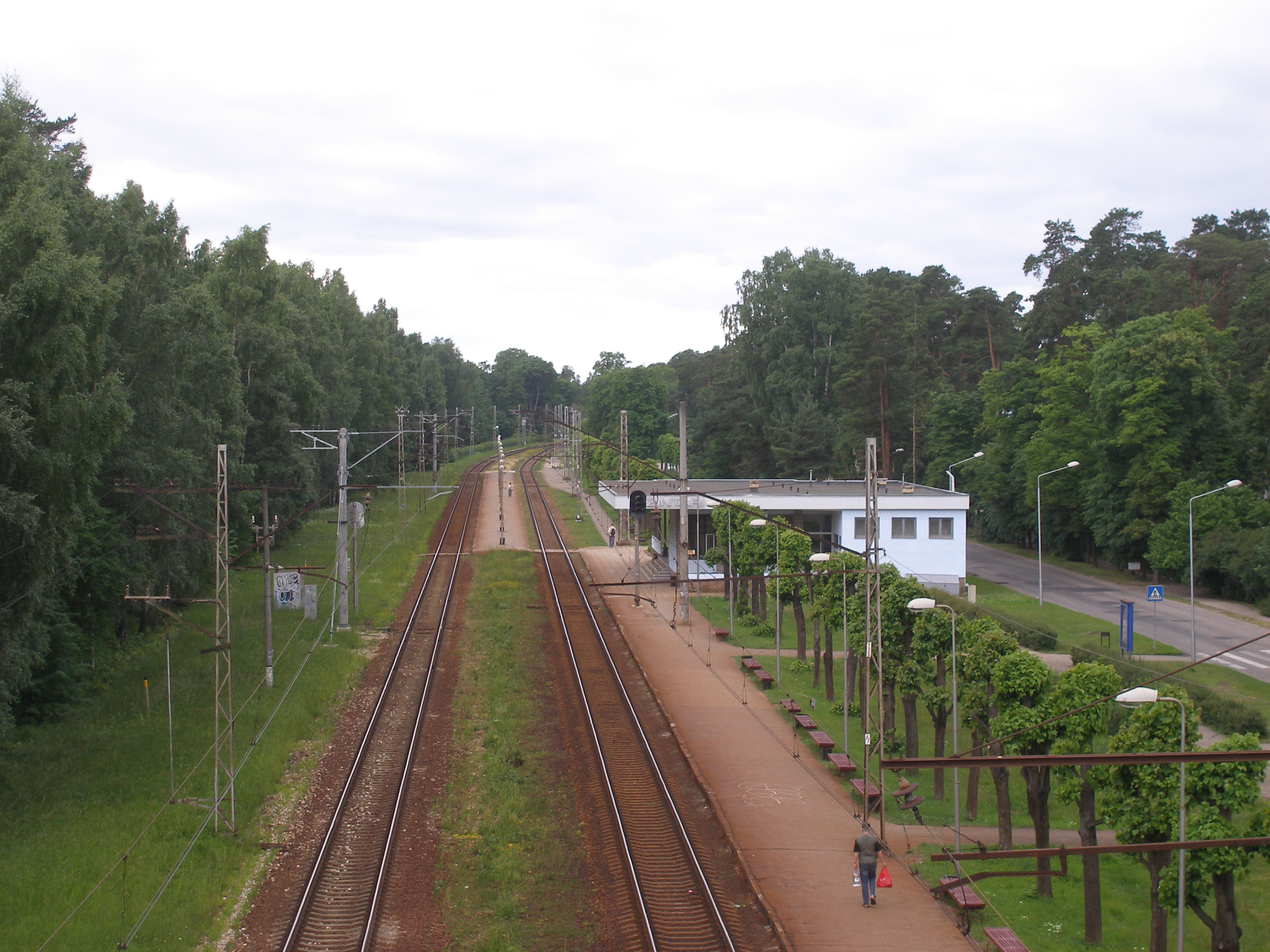
Остановочный пункт Дзинтари, вид с путепровода (сентябрь 2009 года).
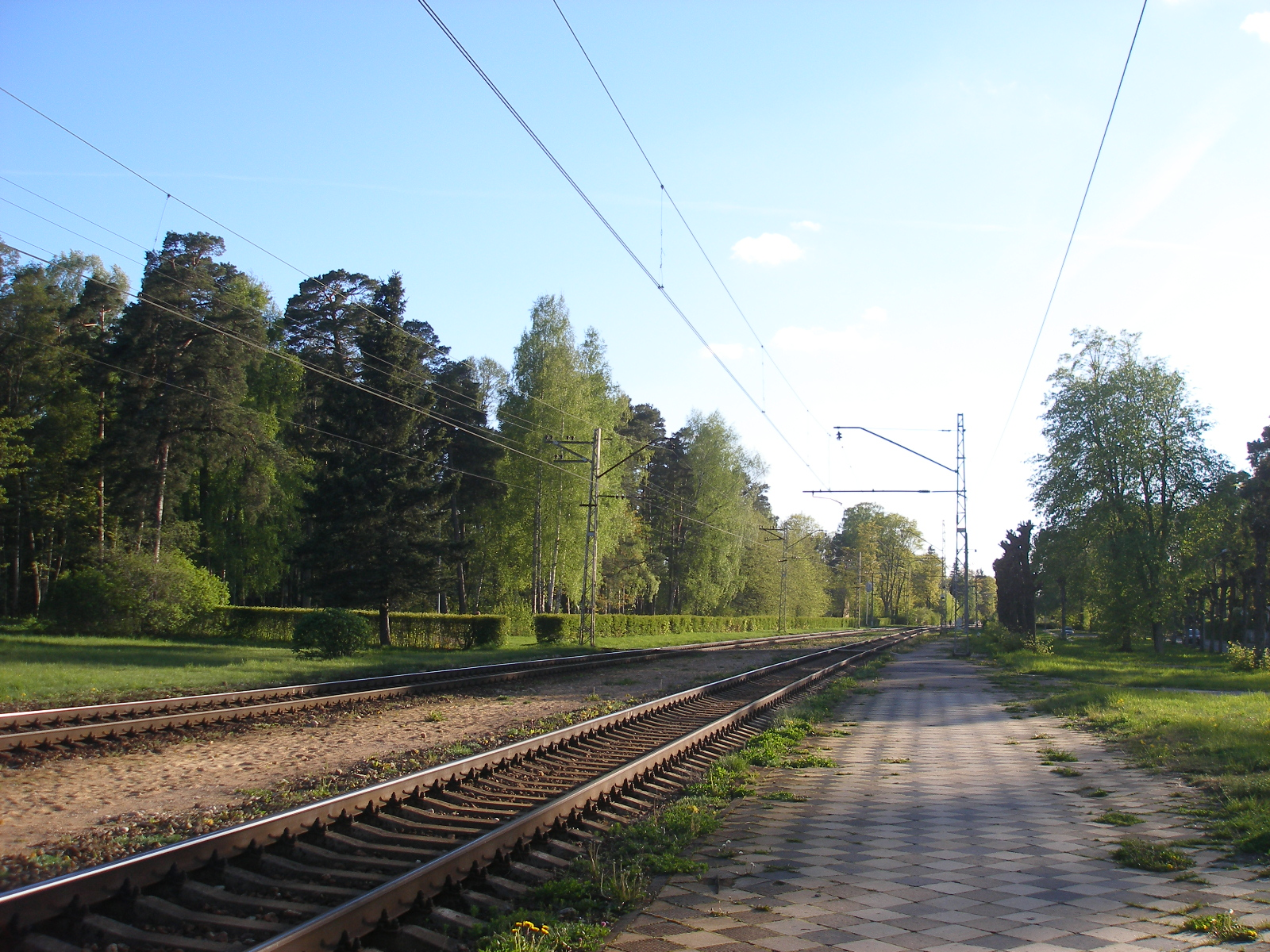
Здесь станция находилась до 1964 года (сентябрь 2009 года).